# Eritrichium ochotense
Eritrichium ochotense är en strävbladig växtart som beskrevs av Yurtsev och Khokhryakov. Eritrichium ochotense ingår i släktet Eritrichium och familjen strävbladiga växter. Inga underarter finns listade i Catalogue of Life.